# Лебединский, Николай Павлович
Николай Павлович Лебединский — советский хозяйственный, государственный и политический деятель.

## Биография
Родился в 1916 году в Харькове. Член КПСС.
С 1940 года — на хозяйственной, общественной и политической работе. В 1940−1981 гг. — рабочий, бухгалтер, комсорг ЦК ВЛКСМ, главный экономист на заводе № 217, ответственный работник Госплана СССР, начальник Главного вычислительного центра Госплана СССР, начальник сводного отдела народно-хозяйственного плана, заместитель председателя Госплана СССР, участник формирования Автоматизированной системы плановых расчётов, профессор кафедры планирования Академии народного хозяйства СССР.
Умер после 1991 года.

## Отзывы современников
Самых добрых слов заслуживает и мой заместитель Лебединский Николай Павлович. Более сорока лет проработал он в Госплане СССР, прошёл тернистый и долгий путь от простого инженера до начальника сводного отдела народнохозяйственного плана и заместителя Председателя.— Байбаков Н.К. «От Сталина до Ельцина»